# عنان عيش
عنان عيش ( بالسريانية: ܥܢܢܝܫܘܥ، ) كان راهبًا وفيلسوفًا ومعجميًا ومترجمًا لكنيسة المشرق ازدهر في القرن السابع.

## سيرته
كان عنان عيش من منطقة أديابين. درس هو وأخوه إشعياء الثالث في مدرسة نصيبين في نفس الوقت الذي درس فيه البطريرك المستقبلي إشعياء الثالث ( r. 649–659 ). وأصبح أخوه أسقفًا على أشنا [الإنجليزية]، بينما دخل هو دير مار إبراهيم على جبل عزلى [الإنجليزية]. قام بعد ذلك بالحج إلى الأراضي المقدسة وأديرة الإسقيط في مصر، حيث أصبح على دراية بالأدب اليوناني والرهبنة القبطية [الإنجليزية] . وعند عودته انضم إلى دير بيت آبي [الإنجليزية].  

## كتاباته
في بيت آبي، بدأ عنان في الكتابة. كتب أطروحة فلسفية حول "التعاريف والتقسيمات" وقائمة بالكلمات الصعبة للمساعدة في قراءة آباء الكنيسة. كتب كتاب قواعد المتجانسات  عن المتجانسات السريانية، وهي الكلمات التي لها نفس التهجئة (أي الحروف الساكنة) ولكن النطق المختلف (أي الحروف المتحركة) ومعناها، وذلك لأن الحركات لم تكن اخترعَت بعد. تعاون مع إشعياء ثالثًا، فأنتج: مراجعة كتاب الحضرة، وهو كتاب طقسي يحتوي على ترانيم الخدمات الأحدية في الطقس السرياني الشرقي . كلَّفه جورجياس الأول [الإنجليزية] (حوالي 660/1–680/1) وهو خلف إيشعياء بتجميع كتاب فردوس الآباء، وهو عبارة عن مجموعة من الترجمات السريانية للأعمال اليونانية.  يشتمل هذا التجميع الرئيس على أربعة كتب: تاريخ لوزاك [الإنجليزية] لبلاديس الغالي [الإنجليزية]، وهو عمل تاريخي آخر منسوب إلى بلاديس، تاريخ الرهبان في مصر [الإنجليزية] المنسوب إلى جيروم ومجموعة من أحاديث آباء البادية [الإنجليزية] .  
أما الأقوال التي جمعها عنان عيش في السريانية فهي معروفة تحت عنوان فردوس الآباء.  يحتوي كتاب الفردوس على بعض المواد الأصلية المستندة إلى زيارة عنان عيش إلى مدينة الإسقيط. ينقسم الكتاب إلى خمسة عشر فصلًا، حيث رُتِّبَت الفصول الأربعة عشر الأولى حسب الموضوع، بينما رُتِّب الفصل الأخير حسب التجميع غير المنهجي.   وكان لها تأثير كبير على الرهبنة السريانية الشرقية. وقد كتب دعيش قطري [الإنجليزية] تعليقًا عليه قبل نهاية القرن.  من المحتمل أن كتاب الجنة الصغيرة لديفيد أسقف الكرد [الإنجليزية] ، كان من المفترض أن يكون بمثابة قطعة مصاحبة تغطي الرجال المقدسين الأصليين في بلاد ما بين النهرين.  وفقًا للقديس توماس المارقي، اُحتُفظ بنسخة منه في كل دير في كنيسة الشرق. 

## ملحوظات
1. ↑  Ephrem Barsoum mistakenly spelled his name ܚܢܢܝܫܘܥ, Ḥenanishoʿ.[1]
2. ↑  Its conventional اللغة اللاتينية title is Liber canonum de aequilitteris.

## فهرس

### الطبعات والترجمات
- Budge، E. A. Wallis، المحرر (1904). The Book of Paradise, Being the Histories and Sayings of the Monks and Ascetics of the Egyptian Desert. London. ج. 2 vols.{{استشهاد بكتاب}}:  صيانة الاستشهاد: مكان بدون ناشر (link)
- Budge، E. A. Wallis، المحرر (1907). The Paradise, or Garden of the Holy Fathers. London: Chatto & Windus. ج. 2 vols.
- Sauget، Joseph-Marie، المحرر (1987). Une traduction arabe de la collection d'Apopthegmata Patrum de ʿEnānīšōʿ. Étude du ms. Paris arabe 253 et des témoins parallèles. Louvain: Peeters.

### الأدب الثانوي
- Baumstark، Anton (1922). Geschichte der Syrischen Literatur. Weber.
- Childers، Jeff W. (2018) [2011]. "ʿEnanishoʿ". في Sebastian P. Brock؛ Aaron M. Butts؛ George A. Kiraz؛ Lucas Van Rompay (المحررون). Gorgias Encyclopedic Dictionary of the Syriac Heritage: Electronic Edition. Beth Mardutho [Gorgias Press]. مؤرشف من الأصل في 2025-01-26.
- Sims-Williams، Nicholas (1994). "Dādišoʿ Qaṭrāyā's Commentary on the Paradise of the Fathers". Analecta Bollandiana. ج. 112 ع. 1: 33–64. DOI:10.1484/j.abol.4.01639.
- Walters، James E.؛ وآخرون (9 ديسمبر 2016). David A. Michelson؛ Nathan P. Gibson (المحررون). ʿEnanishoʿ — ܥܢܢܝܫܘܥ. ج. 2 of The Syriac Biographical Dictionary. مؤرشف من الأصل في 2024-10-04. اطلع عليه بتاريخ 2020-06-14. {{استشهاد بموسوعة}}: |موقع= تُجوهل (مساعدة)
- Wilmshurst، David (2011). The Martyred Church: A History of the Church of the East. East and West Publishing.
- Wortley، John (2012). The Book of the Elders—Sayings of the Desert Fathers: The Systematic Collection. Cistercian Publications Liturgical Press. ISBN:978-0-87907-201-8.